# Одежда в иконописи

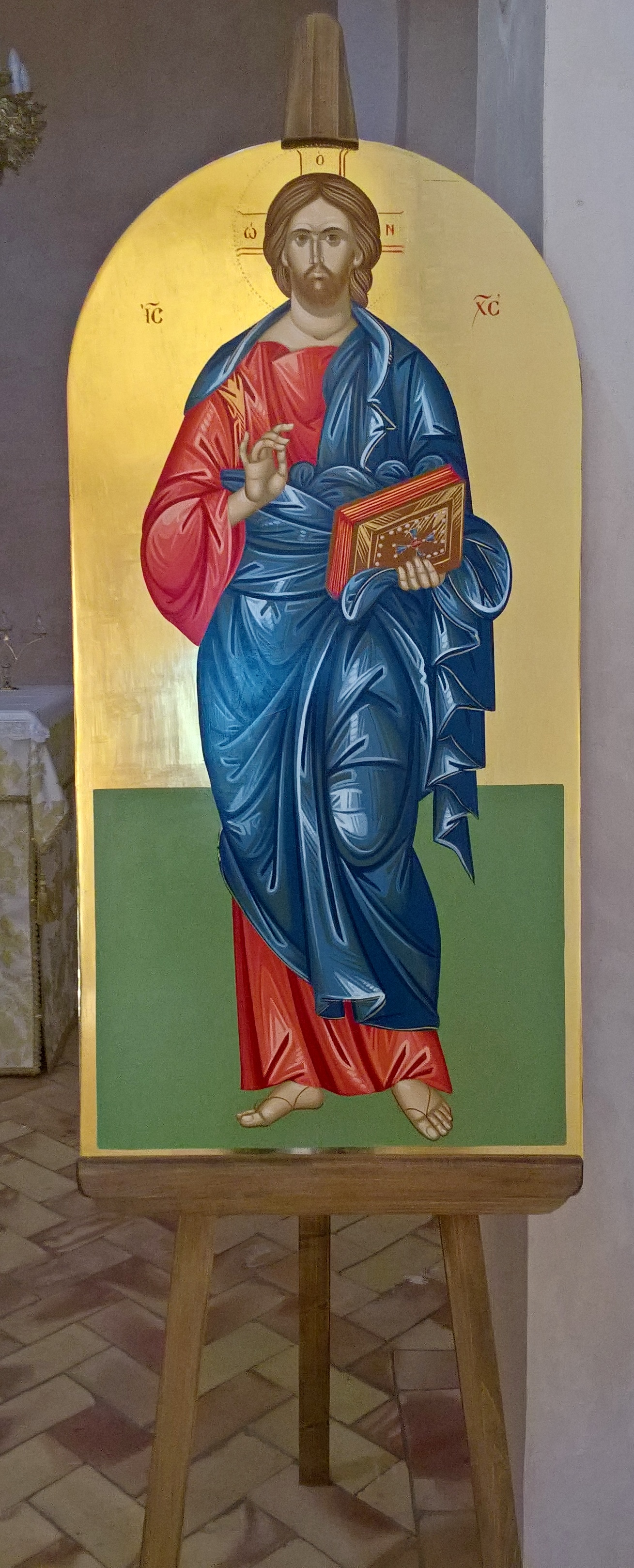
Каноническая икона Иисуса Христа в красном хитоне, синем гиматии и сандалиях

Одежда в иконописи была предметом особых дискуссий среди религиозных философов и богословов. Икона трактовалась как окно в инобытие, в особый потусторонний духовный мир. Отсюда изображения следовали строгому канону, образы приобретали символическое значение, прямая перспектива отсутствовала. Отсюда возникал вопрос: сохраняется ли в духовном мире одежда? Василий Розанов полагал, что поскольку одежда подразумевает сокрытие, то в грядущем духовном мире люди будут обитать в свете Божества нагими, поскольку до Грехопадения Адам и Ева одежд не носили (Быт. 2:25). Павел Флоренский в своём труде «Иконостас» возражает, что на иконах святые всегда облачены в одежды. Даже распятый Иисус Христос имеет набедренную повязку. В библейских пророчествах также говорится, что праведники будут носить белые одежды (Отк. 3:18).

## Хитон и гиматий
Несмотря на существование канона одеяния святых имеют вариации. Сам Бог Саваоф обыкновенно изображается в виде седовласого старца с нимбом. Его одеянием служит белый хитон c розовым отливом, поверх которого наброшена зелёная накидка-гиматий. Хитон на иконах представлял длинную, подпоясываемую и надеваемую через голову рубаху с рукавами. Вплоть до времени Боговоплощения святые неизменно носят рубахи-хитоны и накидки-гиматии. Цвета могут быть различны. Красный хитон носит Иисус Христос. В синий облачены Богородица, апостолы Пётр, Павел и Андрей. Схожую (голубую) расцветку имеет хитон Моисея. А вот у праотца Ноя хитон может быть либо зелёным, либо розовым.
Соответственно, накидка-гиматий может иметь разные цвета. Христос носит синий гиматий. У Андрея накидка зелёная (как у Саваофа). Киноварный (алый) гиматий поверх рубахи носит Ной и Георгий Победоносец. Моисей облачён в розовый гиматий. Апостол Пётр изображается в жёлтом (охристом) плаще поверх синего хитона, а плащ Павла вишнёвый. В гиматий на голое тело облачена Мария Египетская.
Римским названием хитона является туника. В разных переводах Библии русское слово риза (Быт. 3:21) имеет соответствие как хитон (Септуагинта), туника (Вульгата) и coat (Библия короля Якова). Так синий хитон Богородицы часто называется туникой. В тунику облачён и праотец Авраам. Специфической одеждой взлохмаченного и темноволосого Иоанна Крестителя является власяница — грубый короткий шерстяной хитон без рукавов.
Богородица поверх хитона (туники) носит не гиматий, а коричневый мафорий, который покрывает ей голову. 

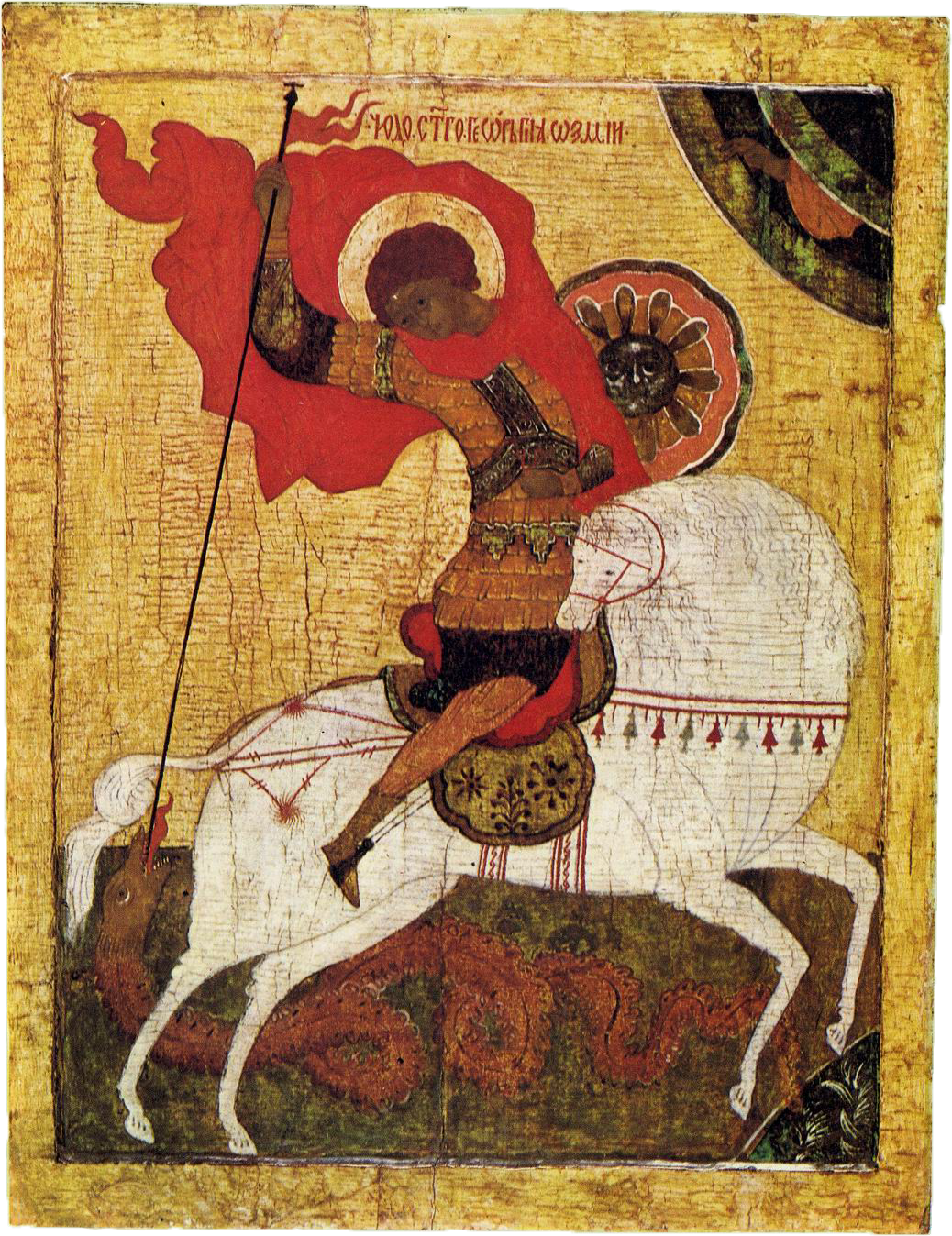
Икона святого воителя Георгия Победоносца (XV век)

## Военные одеяния

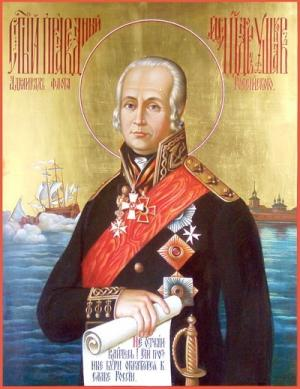
Икона адмирала Фёдора Ушакова

Нередко на иконах можно видеть святых, предстающих в виде воителей. Таковы архангел Михаил, Дмитрий Солунский, Феодор Стратилат, Меркурий Смоленский, Георгий Победоносец и Святой Христофор. Они изображаются с оружием в руках, носят доспехи, короткие хитоны-тельники, сапоги-кампаги и красный гиматий.
Русский адмирал Фёдор Ушаков на иконах изображается в двубортном морском кителе, орденом святого Георгия на шее, с красной лентой через плечо и адмиральскими погонами.

## Национальные особенности
Подобно тому, как на иконах сохраняется разница между мужским и женским одеянием (мафорий носит только Богородица), также можно обнаружить и национальный колорит в одежде. Русские святые Борис и Глеб облачены в кафтаны, меховые плащи и шапки. В наряде Ксении Петербургской присутствует косынка и юбка.
Подданный Арабского халифа святой Иоанн Дамаскин изображается в восточном тюрбане. Православные греки (святой Георгий Янинский) на иконах могут на турецкий манер носить фески и фустанеллы.

## Обувь
Сочетание хитона и гиматия обыкновенно дополняет такая обувь как сандалии. Чёрные сандалии являются обувью Моисея. Святые воители, как уже отмечалось обуты в сапоги. Святые последних времён (Ксения Петербургская) могут изображаться в туфлях. 

## Церковные одеяния

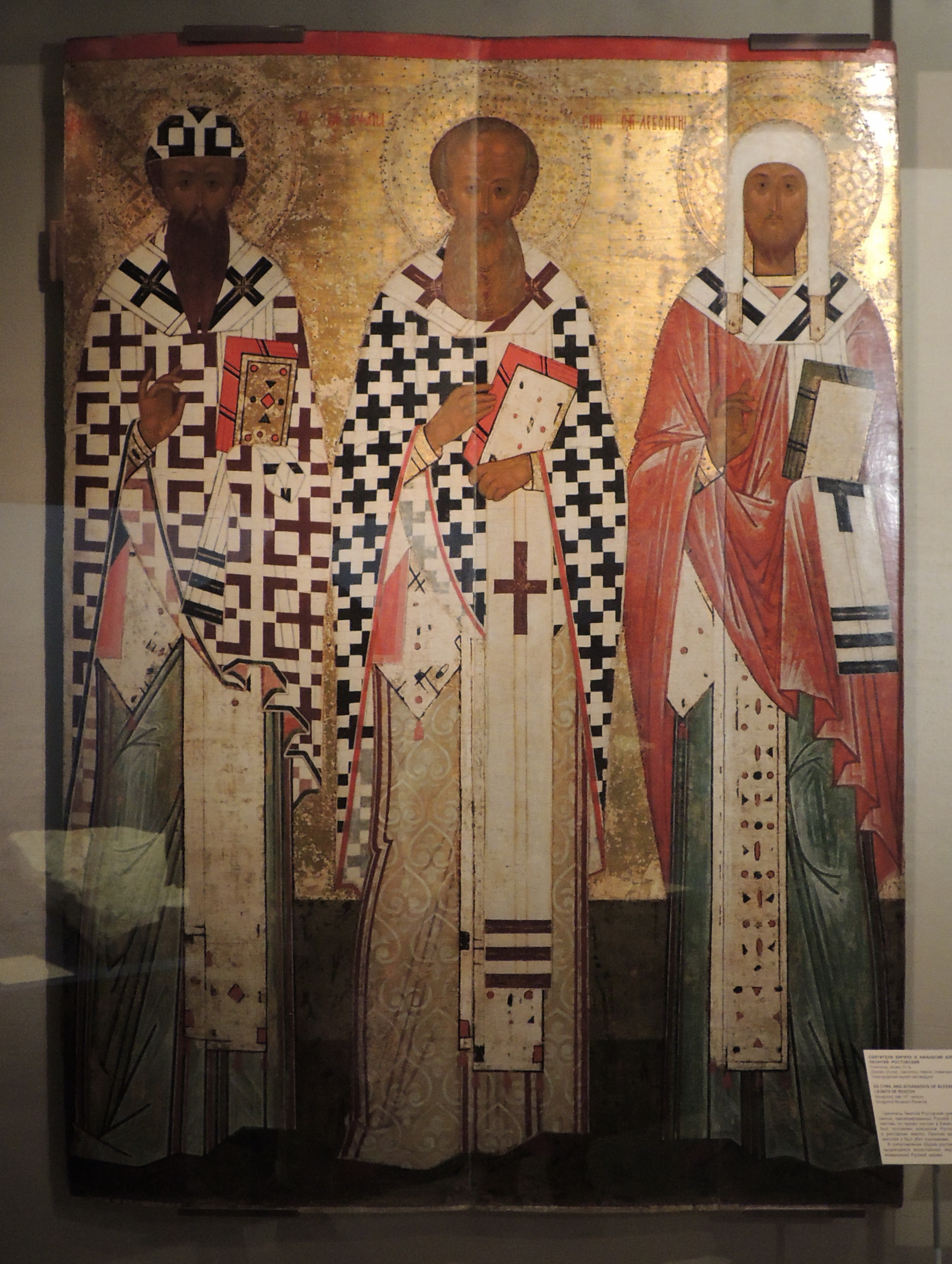
Святители Кирилл и Афанасий Александрийские, Леонтий Ростовский. "Все епископы изображены в подризниках с «источниками», епитрахилях, палицах, омофорах и различающихся по типу верхних одеждах: Кирилл и Афанасий представлены в белых полиставриях с крестами, а Леонтий — в темно-розовой фелони. На голове Кирилла — шапка с крестами, в напоминание о том, что, по преданию, на III Вселенском соборе в Эфесе в 431 году предстоятелям Александрийской церкви была дарована привилегия служить литургию с покрытой головой. (…) Афанасий — с непокрытой головой (…) Леонтий представлен в белом клобуке, служащем символом духовной власти»

После Боговоплощения на Земле учреждается Церковь, служители которой на иконах изображаются в специфическом одеянии. В целом сохраняется традиция сочетания хитона и гиматия, которые трансформируются и обретают богатую отделку. Эти одеяния используются в церковных одеяниях православной церкви по сей день. Основной одёжной священнослужителей становится стихарь (аналог хитона с рукавами). Уже святой Стефан изображается облачённым в белый стихарь. Сходное одеяние имеет и Роман Сладкопевец. Стихарь Антипы Пергамского имеет красный цвет. Повседневной, нелитургической формой стихаря был подрясник. В золотисто-охряномом подряснике изображается Варлаам Хутынский. Этот тип одежды приписывается и Нилу Сорскому.
Поверх стихаря иногда может надеваться накидка-фелонь, имеющая отверстие для головы на манер пончо. Этот вид одежды упоминает апостол Павел (2Тим. 4:13). В зелёную фелонь одет Антипа Пергамский. Облачённым в фелонь поверх рясы изображается Иоанн Кронштадтский. У высших иерархов Церкви, например, у Иоанна Златоуста, фелонь может приобретать вид полиставриона (кресчатой ризы) — накидки с многочисленными чередующимися белыми и чёрными крестами.
Другим видом накидки является мантия. В отличие от фелони, она не надевалась через голову, но застёгивалась на вороте. В коричневую мантию облачён Антоний Великий. В фиолетово-коричневой мантии изображается Варлаам Хутынский. В тёмную мантию облачён Нил Сорский. Фиолетовую мантию носит Феофан Затворник.
Также священнослужители на иконах носят различные символические ленты с изображением крестов. Широкий омофор был знаком высокого положения в Церкви. Он на манер шарфа обёртывался вокруг шеи и концами ниспадал на спину и грудь. Подобный омофор составляет элемент одеяния Иоанна Златоуста. Внешне схожий с омофором орарь носили диаконы на правом плече. Этот элемент облачения встречается уже на иконах священномученика Стефана. Сшитые и как бы образующие передник ленты получили название епитрахиль. Его можно увидеть на иконах Севастиана Карагандинского.
Если святые древней Церкви изображались практически без головных уборов, то архиереи последних времён носят на голове митру. Она как головной убор составляет образ Иосафа Белгородского.
Аскеты и монахи составляли особую категорию духовного звания и они имели свои отличительные черты в одежде. Монашеский передник с изображением голгофского креста получил название аналав. Его можно увидеть на иконах Зосимы Палестинского. Ряд монахов на иконах изображён с капюшоном-куколем на голове. Голубой куколь носит Антоний Великий. В куколе изображается Варлаам Хутынский и Нил Сорский. Другие монахи, как правило, высокого звания имеют на голове цилиндрический головной убор клобук. В нём изображают Силуана Афонского, Нектария Эгинского и Севастиана Карагандинского.
Ещё одним знаком высокого достоинства, берущем своё начало ещё в ветхозаветной церкви являются поручи. В золотых поручах изображён Моисей.

## Святые реликвии
- Пояс Пресвятой Богородицы
- Риза Богородицы, Покров Пресвятой Богородицы
- Риза Господня — бесшовный хитон, полученный по жребию одним из воинов, бывших при распятии Иисуса Христа